# І10-індекс
і10-індекс (наукометрія) — це індекс, що використовується Google Scholar для динамічної оцінки публікаційної активності наукових організацій, окремих колективів, наукових періодичних видань і вчених, що розраховується на основі бібліометричних показників.

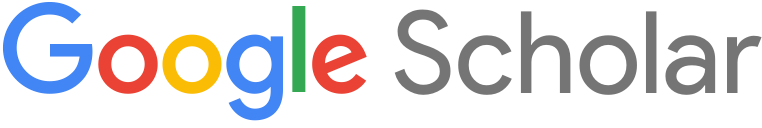
Логотип Google Scholar

Індекс показує кількість публікацій, що мають принаймні 10 бібліографічних посилань. В методичному плані цей індекс є різновидом індексу Хірша для випадку коли h=10.
Методичним недоліком цього індексу є те, що  фактично не придатний для оцінки публікаційної активності молодих науковців (колективів), що мають невелике число цитувань і, при цьому, жодна з публікацій ще не досягнула значення h=10. 
Індекс було запроваджено компанією Google в липні 2011 року. Показник цитування оновлюється автоматично, в міру того, як пошукові роботи знаходять нові посилання на відповідні статті з повним текстом у відкритому доступі.